# Município de Clay (condado de Gallia, Ohio)
Localização do Ohio nos E.U.A.
O município de Clay (em inglês: Clay Township) é um local localizado no condado de Gallia no estado estadounidense de Ohio. No ano 2010 tinha uma população de 1870 habitantes e uma densidade populacional de 31,93 pessoas por km².

## Geografia
O município de Clay encontra-se localizado nas coordenadas 38° 42′ 37″ N, 82° 12′ 22″ O. Segundo a Departamento do Censo dos Estados Unidos, o município tem uma superfície total de 58.56 km², da qual 56.72 km² correspondem a terra firme e (3.14%) 1.84 km² é água.

## Demografia
Segundo o censo de 2010, tinha 1870 pessoas residindo no município de Clay. A densidade de população era de 31,93 hab./km².